# Con đường rực lửa (phim 1990)
Con đường rực lửa (Agneepath; tiếng Hindi: अग्निपथ, tiếng Anh: (The) Path of Fire), là một phim hành động điện ảnh Ấn Độ do Mukul Anand đạo diễn công chiếu năm 1990.

## Diễn viên
- Amitabh Bachchan vai Vijay Chavan
- Mithun Chakraborty vai Krishnan Iyer M.A.
- Madhavi vai Mary Mathew
- Danny Denzongpa vai Kancha Cheena (Underworld Kingpin)
- Neelam Kothari vai Siksha Chavan
- Goga Kapoor vai Dinkar Rao
- Alok Nath vai Master Deenanath Chavan
- Rohini Hattangadi vai Suhasini Chavan
- Sharat Saxena vai Terralin (Rival Gang leader)
- Tinnu Anand vai Nathu
- Vikram Gokhale as Commissioner M. S. Gaitonde
- Archana Puran Singh as Shanti aka Laila
- Avtar Gill vai Usman Bhai (Rival Gang leader)
- Shammi vai Tara Bai
- Bob Christo vai Gora
- Shakti Kapoor vai himself in the song Ali Baba
- Asha Sachdev vai Chanda Bai
- Deepak Shirke vai Anna Shetty (Rival Gang leader)
- Pradeep Rawat vai Vijay's Henchman
- Master Manjunath vai Young Vijay Chavan
- Anjan Srivastav vai Police Constable
- Tabassum
- Monty Sharma